# Gühring
Gühring KG er en tysk producent af præcisionsværktøj til metalbearbejdning De har ca. 8.000 ansatte og 70 afdelinger i 48 lande. I 2020 havde de en omsætning på 1 mia. euro.
Virksomheden blev etableret i 1898 som en spiralborsproducent af Gottlieb Gühring.